# Serbia y Montenegro en los Juegos Paralímpicos
Serbia y Montenegro en los Juegos Paralímpicos estuvo representada por el Comité Paralímpico de Serbia y Montenegro.
Participó participó en una ocasión en los Juegos Paralímpicos de Verano, en Atenas 2004. Este país obtuvo en total dos medallas en las ediciones de verano, ambas de bronce.
En los Juegos Paralímpicos de Invierno Serbia y Montenegro no participó en ninguna edición.

## Medallero

### Por edición
Juegos Paralímpicos de Verano
| Evento      | Oro | Plata | Bronce | Total |
| ----------- | --- | ----- | ------ | ----- |
| Atenas 2004 | 0   | 0     | 2      | 2     |
| TOTAL       | 0   | 0     | 2      | 2     |

### Por deporte
Deportes de verano
| Evento        | Oro | Plata | Bronce | Total |
| ------------- | --- | ----- | ------ | ----- |
| Atletismo     | 0   | 0     | 1      | 1     |
| Tenis de mesa | 0   | 0     | 1      | 1     |
| TOTAL         | 0   | 0     | 2      | 2     |